# دومينيك ماروه
دومينيك ماروه (مواليد 4 مارس 1987 في نورتينغن - ألمانيا) لاعب كرة قدم ألماني يلعب حاليا لصالح نادي الدرجة الأولى نورمبرغ الألماني منذ 2008 في مركز قلب الدفاع .

## وصلات خارجية
- دومينيك ماروه على موقع قاعدة بيانات كرة القدم.إي يو (الإنجليزية)
- دومينيك ماروه على موقع بيانات كرة القدم. دي إي (الألمانية)
- دومينيك ماروه على موقع ناشيونال فوتبول تيمز (الإنجليزية)
- دومينيك ماروه على موقع Soccerway.com (الإنجليزية)
- دومينيك ماروه على موقع عالم كرة القدم.نت (الإنجليزية)
- دومينيك ماروه على موقع AS.com (الإسبانية)